# Homalophis doriae
Homalophis doriae är en ormart som beskrevs av Peters 1871. Homalophis doriae ingår i släktet Homalophis och familjen Homalopsidae. Inga underarter finns listade i Catalogue of Life.
Denna orm förekommer endemisk på Borneo. Den hittades i delstaterna Sabah och Sarawak som tillhör Malaysia. Kanske har arten en större utbredning på ön. Individerna lever i låglandet och i kulliga områden upp till 500 meter över havet. De vistas i fuktiga skogar som liknar träskmarker. Homalophis doriae simmar ofta i vattendrag och den jagar fiskar. Honor lägger inga ägg utan de föder levande ungar.
För beståndet är inga hot kända. IUCN kategoriserar arten globalt som livskraftig.